# 约克代舰级大巡洋舰
約克代艦級大巡洋艦（德語：Ersatz-Yorck-Klasse）是德意志帝國海軍計畫中的一款战列巡洋舰，下訂於1915年4月；名稱源自於本級艦的首艦是為替補1914年因水雷而沉沒的约克号大巡洋舰而設計的。本級艦是马肯森级大巡洋舰的放大版本，裝備15英吋（380毫米）主炮。本級艦的三艘同級艦原先規劃為馬肯森級大巡洋艦的同級艦，但當德國情報單位獲知關於英國海軍上將級戰鬥巡洋艦的細節資訊後，本級艦遂被獨立出來成為一個艦級。三艘艦的名稱都暫時以過渡性艦名代替，包括首艦約克代艦（Ersatz Yorck）、二號艦格奈森瑙代艦（Ersatz Gneisenau）與三號艦沙恩霍斯特代艦（Ersatz Scharnhorst）。它們被視為約克號、格奈森瑙號與沙恩霍斯特號大巡洋艦的替代艦種；三者均於1914年沉沒。
與馬肯森級相同的是，本級艦的三艘艦均未完工。這主要肇因於戰時造艦工程優先度的移轉；U型潛艇被認為對德軍的海上戰鬥較有幫助，因此其他種類艦艇的建造工程便逐步放緩，在某些例子中更直接被中止建造。首艦約克代艦是三艘艦中唯一起造的，不過其建造作業被廢棄時距離完工尚有兩年的時間。由於艦體尚未完成，該艦無法下水，因此被拖往船體拆解廠拆解。

## 設計

### 概述
約克代艦級大巡洋艦是其前級馬肯森級大巡洋艦的放大版本。本級艦長227.8公尺，較之早期艦艇的223公尺，本級艦明顯較大。約克代艦與先前的大巡洋艦 (戰鬥巡洋艦)有著同樣的艦體寬度，為30.4公尺；吃水深度亦相同，為9.3公尺。規劃中，本級艦的標準排水量為33,500噸，滿載排水量則為38,000噸；這大約比馬肯森級重上2,500噸。約克代艦級的艦身將會以橫向安置鋼製骨架，外層裝甲版則會以鉚釘接上。

### 機械裝置
與先前的德國大巡洋艦 (戰鬥巡洋艦)相同，約克代艦級將會裝備四組帕森斯式渦輪引擎，每具帶動一支直徑4.2公尺的三葉螺旋槳。渦輪引擎的動力來源為24座舒茲-索尼克洛福特煤炭專燒單端型鍋爐與八座舒茲-索尼克洛福特重油專燒雙頭型鍋爐。計畫中約克代艦與格奈森瑙代艦的渦輪組將會使用福廷格式（Hermann Föttinger）液力耦合器，而沙恩霍斯特代艦則會保留並列式傳動系統的設計。艦上的電力來源將由柴油發電機供應。本級艦採用雙舵設計。
動力組件共可輸出90,000匹馬力，每分鐘轉速可達295；這與先前的馬肯森級相同。不過，約克代艦級較大的體積多少降低了航速；馬肯森級的最大航速可達28節（52公里/小時），本級艦僅能達到27.3節（50.6公里/小時）。艦上可載運850公噸的煤炭與250噸的重油，艦身內部亦有特別為儲存燃料而設計的儲存槽。不過，艦體內的魚雷水密隔艙與外層裝甲版之間的空間也被用來儲存燃料。額外的空間使艦上的燃料總量來到4,000噸的煤炭與2,000噸的重油。在滿載油料的狀況下，本級艦可以14節（26公里/小時）的巡航速度行駛5,500海里（10,200公里）。

### 武裝
約克代艦級大巡洋艦的主要武裝為裝載於四具Drh LC/1913雙聯裝炮塔內的SK L/45 380毫米艦炮，於上層艦體的前後方以背負式佈局安裝。其中，主要武裝的380毫米艦炮與巴伐利亞級戰艦上的艦炮是同一款。起初，主炮的俯角為-8度，最大仰角為+16度；這使主炮的最大射程達到20,400公尺。不過，砲塔結構稍後被修正，最大仰角如今可達到+20度，而最大射程亦相應地增加至23,200公尺。主炮塔置於中軸線上，可左右旋轉各150度；艦上的主砲備彈為720發，每門砲90發。主炮的射擊速率為每分鐘2.5發左右。戰後由英國皇家海軍所進行的測試表明巴登號戰艦（巴伐利亞級戰艦的二號艦）在一輪齊射完畢後最快可於23秒內便使主炮再次進入射擊狀態；這比同樣裝備15英吋艦炮的英軍戰艦快上許多，如名望級戰鬥巡洋艦便需花費36秒才能重新裝填完畢。主炮所使用的穿甲彈重750公斤，其內裝填重277公斤的RPC/12推進裝藥；炮口初速為每秒800公尺。每門砲的預期壽命為300發。
本級艦的次要武裝包含12門安裝於上層艦體左右兩側的SK L/45 150毫米艦炮；每門砲的彈藥供給量為160發，最大射程為13,500公尺，但經改裝後增加至16,800公尺。150毫米炮的穩定射速為每分鐘5至7發。炮彈重45.3公斤，內填有13.7公斤的RPC/12推進裝藥；炮口初速達每秒835公尺，炮管預期壽命為1,400發。
艦上還備有八門88毫米L/45 防空炮；其中四門被安置於後方主砲塔的週圍，另外四門則被安置在前方司令塔上。防空炮採用MPL C/13底座炮架，炮口的俯角為-10度，最大仰角為+70度。這種火炮使用的炮彈重9公斤，有效交戰距離為9,500公尺。
約克代艦級大巡洋艦配有水線下魚雷發射管；這在當時算是戰艦的標準配備。艦上有三具發射管，其中一具位於艦艏，另外兩具則位於艦體的左右兩側。魚雷為H8型，長8公尺，前端搭載了重210公斤的正己烷彈頭；有效射程為6,000公尺，預設速度為36節，但可減至30節以將射程大幅提升為14,000公尺。

### 裝甲
約克代艦級大巡洋艦採用與當時德國戰艦相同的克魯伯滲碳裝甲。裝甲佈局與先前的馬肯森級如出一轍；馬肯森級的裝甲布局則與德弗林格爾級類似；兩者艦身中央的水線裝甲帶均為300毫米厚，所有艦上最重要的元件，包括彈藥庫與推進系統裝置在內均位於此。不過，重要性較低的部分裝甲就相對較為薄弱，前方裝甲僅有120毫米，後方裝甲更僅有100毫米厚。水線裝甲帶延伸至艦艏處的裝甲厚度減低至30毫米，至艦艉處則根本沒有裝甲保護。整個艦體下方都被一個厚45毫米的魚雷水密隔艙所覆蓋。主甲板的厚度依部位而定，較不重要的區域僅有30毫米厚，重要區域則為80毫米厚。
前司令塔擁有厚重的裝甲防護：側面裝甲厚300毫米，塔頂裝甲則為150毫米。不過，後司令塔的裝甲就較為薄弱，其側面僅有200毫米，塔頂更僅有50毫米的裝甲板。主砲塔同樣也有著厚重的裝甲，炮塔側面厚270毫米，頂部厚110毫米。

## 建造與取消
首艦約克代艦大巡洋艦被規劃為約克號大巡洋艦的替代艦，由位於漢堡的伏爾鏗造船廠負責承造；該艦於1916年7月間鋪設龍骨，建造代號為63號。1917年後，該艦的建造工程已實質上中止，仍在繼續的作業僅是為了讓造船廠勞工有事可做。建造工程最終被完全中止以加速建造U型潛艇，遺留下來的艦體隨後被拆解。二號艦格奈森瑙代艦大巡洋艦被規劃為格奈森瑙號大巡洋艦的替代艦，由位於基爾的弗里德里希·克虜伯日耳曼尼亞船廠負責建造，建造代號為250號；由於優先工程項目的更動，該艦的建造作業從未展開，但仍有部分元件已被組裝完成。以生產的柴油引擎稍後被安裝於U 151型潛艇的前四艘艦上。三號艦沙恩霍斯特代艦大巡洋艦被規劃為沙恩霍斯特號大巡洋艦的替代艦，由位於漢堡的布洛姆－福斯負責承造，建造代號為246號；基於與格奈森瑙代艦相同的理由，該艦的建造作業亦未曾展開。然而，該艦的設計稍後於1930年代中期成為沙恩霍斯特級戰鬥巡洋艦的設計基礎。

## 腳註
註記
1. ↑  在德意志帝國海軍的命名法則內，加註有「SK」（德語：Schnelladekanone）字樣的火砲表示其為速射砲，而「L/45」則表示炮管長度為45倍徑，意即該砲管的長度是口徑的45倍。

引用
1. 1 2 3 4 5 6  Gröner，第59頁.
2. 1 2  Gardiner & Gray，第156頁.
3. ↑  Gröner，第58–59頁.
4. ↑  NavWeaps.com (38 cm/45).
5. ↑  NavWeaps.com (15 cm/45).
6. ↑  NavWeaps.com (8.8 cm/45).
7. ↑  NavWeaps.com (Torpedoes).
8. 1 2 3  Gröner，第56頁.